# Transformteori
Transformteori är ett sammanfattande namn på de delar av matematiken som handlar om transformer, bland annat Fourier-transform, Laplace-transform och z-transform.
Området har många tillämpningar inom fysik och teknik, bland annat för lösande av partiella differentialekvationer såsom värmeledningsekvationen och vågekvationen, samt inom signalbehandling.